# ويليام جورج كونستابل
ويليام جورج كونستابل (بالإنجليزية: William George Constable)‏ هو مؤرخ الفن ومؤرخ وكاتب أمريكي، ولد في 1887 في دربي في المملكة المتحدة، وتوفي في 1976.